# Jovan Jovanović Zmaj
Jovan Jovanović Zmaj (n. 24 noiembrie 1833, Újvidék, Imperiul Austriac – d. 3 iunie 1904, Sremska Kamenica⁠(d), Districtul Bačka de Sud, Serbia) a fost un poet sârb.
A scris lirică de dragoste, poezie patriotică, politică și satirică, dar și versuri pentru copii.

## Scrieri
- 1864: Bobocii de trandafir ("Đuliči")
- 1882: Boboci ofiliți ("Đuliči uveoci")
- 1871: Poezii ("Pesme")
- 1882: Cântece ("Pevaniia")
- 1895/1896: Alte cântece ("Druga pevaniia")
- 1901: Unchiul Jovan către copiii sârbi ("Čika Jova srpskoj omladini").